# Jasmine (Disney)
Pour les articles homonymes, voir Jasmine.
Jasmine est un personnage de fiction qui est apparu pour la première fois dans le long métrage d'animation Aladdin (1992). Son prénom vient de l'arabe : الْأَمِيرَة يَاسَمِين (Al-ʔAmīra Yāsamīn). Elle est inspirée du personnage de la Princesse Badroulboudour du conte Aladin et la Lampe merveilleuse des Mille et Une Nuits. Le personnage apparaît dans les suites du film sorties directement en vidéo : Le Retour de Jafar (1994) et Aladdin et le Roi des voleurs (1996), ainsi qu'une série télévisée, Aladdin (1994–1995) et des bandes dessinées. Elle fait partie de la franchise Disney Princess.

## Description
L'héroïne contemporaine-type des films Disney. Elle est indépendante, intelligente, elle a du cran et suit les inclinations de son cœur. Jasmine a souffert de la vie confinée au palais et étouffe sous la tutelle de son père, le sultan. À quelques jours de ses seize ans, le jour où par la loi elle doit choisir un prétendant, elle décide de fuguer et se réfugie au marché. Là, à la suite d'une altercation avec un marchand, Aladdin la tire de ce mauvais pas. C'est à ce moment que commence une magnifique histoire d'amour qui aura pour but, sous la permission du sultan, de réunir le pauvre voleur et la belle princesse.

## Apparence
- L'apparence de Jasmine fut inspirée de Jennifer Connelly, mais également de Beth Henn, la sœur de Mark Henn, l'animateur responsable du personnage[2].
- Jasmine porte plusieurs costumes différents dans l'ensemble de ses apparitions : 
  - Son costume le plus souvent porté au cours du premier film et de la série est un costume bleu bedlah composé d'un pantalon bouffant, d'un haut qui laisse ses avant-bras et son ventre nus, de boucles d'oreilles en cuivre et de babouches couleur or. Elle porte également un bandeau bleu, dont le centre est orné d'un saphir.
  - Dans le premier film, elle quitte le palais pour la première fois avec un vieux costume de mendiante et un hijab.
  - Lors de l'annonce officielle de son père concernant son futur mariage avec Aladdin, elle porte une longue robe lilas.
  - Au moment où Jafar en fait son esclave, elle se voit contrainte de porter une tenue rouge et or, comportant un haut de taille révélateur, un pantalon rouge, des boucles d'oreilles en or et, plus tard, une couronne dorée.
  - À la fin du film, elle porte une tenue violet foncé, munie d'un drap bleu, très proche de son costume habituel.
  - Dans la suite des aventures, elle porte souvent une robe pourpre, ainsi que son indémodable tunique bleue.
  - Dans le troisième film, elle porte une robe de mariée blanche.
  - Tout au long de la série, son costume subit beaucoup de changements, généralement dus à des évènements variés.
  - Dans un épisode de la série, elle pactise avec le Mal et porte, affublée d'un fouet, une version noire de son costume.
  - Dans le Disney Store (2007), il y avait un costume rose avec dentelles apparaissant sur l'étiquette des vêtements « Jasmine ».
  - Dans la série et dans le film Aladdin et le Roi des voleurs, elle porte des vêtements similaires à son habit bleu mais de couleur rose.
  - Dans la série Super Baloo, elle porte un hijab turquoise et des gants bleu foncé.

## Interprètes
Aladdin
- Voix originales :
  - 1er film : Linda Larkin (voix) et Lea Salonga (chant)
  - 2e et 3e film : Linda Larkin (voix) et Liz Callaway (chant)[1]
- Voix allemandes : Maud Ackermann et Sabine Hettlich (chant)
- Voix brésiliennes : Sílvia Goiabeira et Kika Tristão (chant)
- Voix danoises :
  - 1er film : Ilia Swainson (voix) et Louise Norby (chant)
  - Suites : Ilia Swainson (voix et chant)
- Voix espagnoles d'Espagne : Marta Barbará et Ángela Aloy
- Voix finnoises : Ulla Hakola
- Voix françaises : 
  - Films : Magali Barney (voix) et Karine Costa (chant)
  - Série télévisée Magali Barney et Valérie Karsenti (voix de remplacement)
- Voix italiennes : 
  - 1er film : Manuela Cenciarelli et Simona Peron (chant)
  - Suites : Manuela Cenciarelli (voix et chant)
- Voix japonaises : Kaori Asoh
- Voix espagnoles latino-américaines :
  - 1er, 2e et 3e film : Maggie Vera (voix) et Analy (chant)
  - 4e film : Maggie Vera (voix et chant)
- Voix néerlandaises : Laura Vlasblom
- Voix polonaises : Katarzyna Skrzynecka
- Voix portugaises : Joana Carvalho
- Voix québécoises : Geneviève de Rocray (Aladdin), Natalie Hamel-Roy (Aladdin et le Roi des voleurs) et Martine Chevrier (chant)
- Voix suédoises : Myrra Malmberg
- Voix arabe : Chaden Boudehn

Aladdin (live action)
- Interprète : Naomi Scott
- Voix française : Hiba Tawaji
- Voix québécoise : Geneviève Bédard (voix parlée) et Hiba Tawaji (voix chantée)

## Chansons interprétées par Jasmine
- Ce rêve bleu (A Whole New World ; ou Un nouveau monde au Québec) avec Aladdin dans Aladdin, récompensé d'un Grammy Award de la « Meilleure chanson » (Alan Menken & Tim Rice pour A Whole New World)
- Oublie l'amour (Forget about Love) avec Iago dans Le Retour de Jafar
- C'est la fantasia à Agrabah (There's a Party Here in Agrabah ; ou Y'a un bal ici à Agrabah au Québec) avec Le Génie, Aladdin, Iago, Cassim et ses voleurs dans Aladdin et le Roi des voleurs
- Tu n'es pas tombé du ciel (Pas ordinaire au Québec) avec Aladdin dans Aladdin et le Roi des voleurs
- Parler (Speechless) dans Aladdin (film, 2019) coupé en 2 parties dans le long-métrage[réf. souhaitée] et en version intégrale pour le générique de fin et la bande originale du film

## Caractéristiques particulières
- Jasmine était initialement censée être une petite fille arrogante et gâtée dont le père avait beaucoup de difficultés à marier, mais tout aurait changé à la rencontre d'Aladdin. D'ailleurs, une chanson, « Call Me A Princess », fut écrite pour présenter son mauvais caractère, mais celui-ci ayant été rapidement modifié, la chanson fut coupée.
- Dans un avant-projet, Aladdin et Jasmine devaient se rencontrer pour la première fois, lorsque Aladdin se cachant dans un arbre au-dessus des jardins du palais (à cause d'un marchand en colère qu'il venait de voler) vit la princesse. Il savait donc qui était Jasmine, et plus important encore, qu'elle était une princesse. À la fin, il fut décidé qu'ils devraient se réunir de la même façon que dans le film : Aladdin ne savait pas initialement que Jasmine était une princesse avant qu'il ne tombe amoureux d'elle ; il semblerait donc qu'Aladdin se maria par amour et non pour le pouvoir.
- Elle fait partie des Princesses Disney[3].
- Elle fait plusieurs apparitions dans la série de Disney Channel : Disney's tous en boîte[4] et apparaît également dans Mickey, la magie de Noël.
- Jasmine et Aladdin apparaissent dans une bande-annonce du film Lilo & Stitch (2002). Dans ce document, ils sont interrompus au milieu de Ce rêve bleu par Stitch. Stitch flirte avec Jasmine et s'en va avec elle dans son vaisseau spatial, laissant Aladdin assis seul sur le tapis en train de lui crier de retourner dans son film[5].
- Jasmine est la seule Princesse Disney à avoir quelque chose en commun avec Ariel. En effet, elle fut temporairement transformée en une sirène (les cheveux teints exactement comme Ariel) dans l'un des épisodes de la série télévisée Aladdin, l'épisode "Élémentaire, mon cher Jasmine", 30e de la saison 1[6].
- Tout comme Aladdin, Jasmine possède un animal de compagnie : le tigre Rajah
- Jasmine est une vedette du spectacle Mickey's PhilharMagic au Magic Kingdom[7] et à Hong Kong Disneyland. Jasmine, Aladdin, le tapis, Abu et le Génie font des apparitions dans l'attraction It's a Small World de Hong Kong Disneyland[8].